# Boedzjak

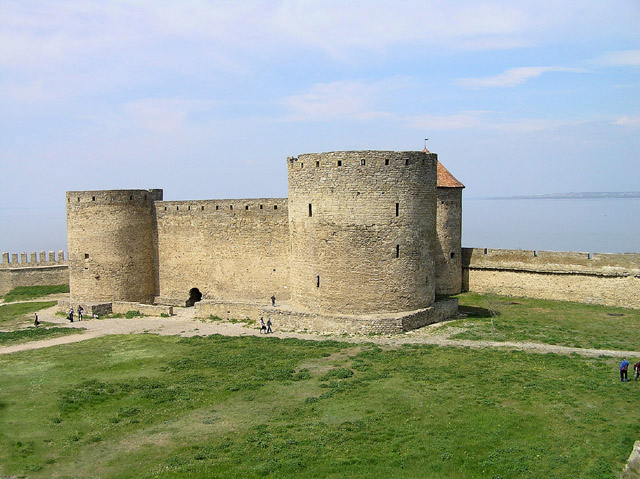
Het fort van Bilhorod-Dnistrovsky, het vroegere Akkerman

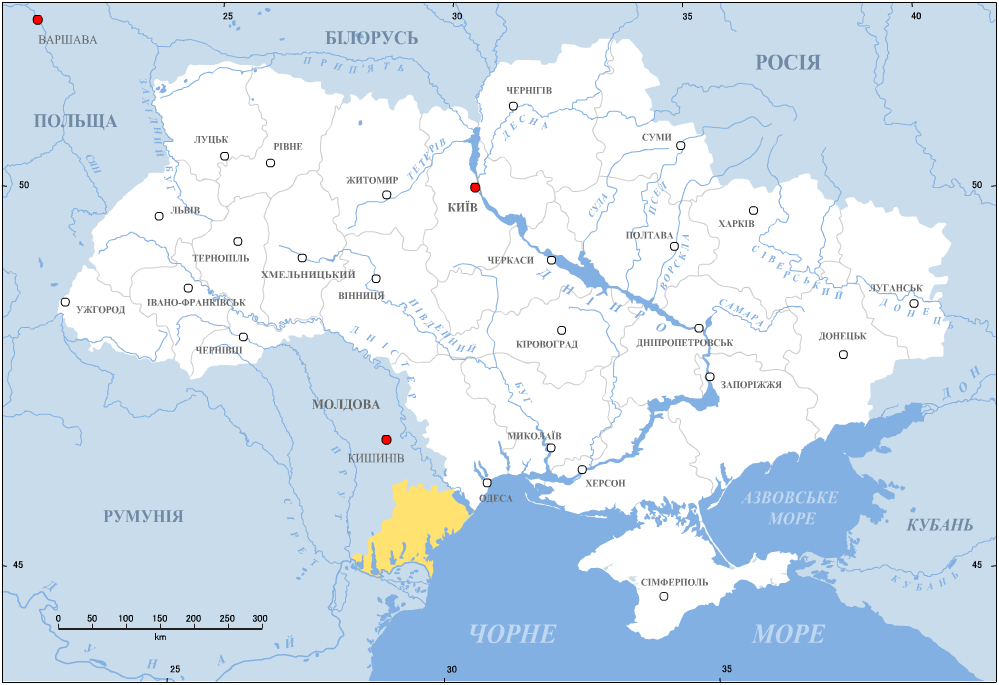
Ligging van Boedzjak in Oekraïne

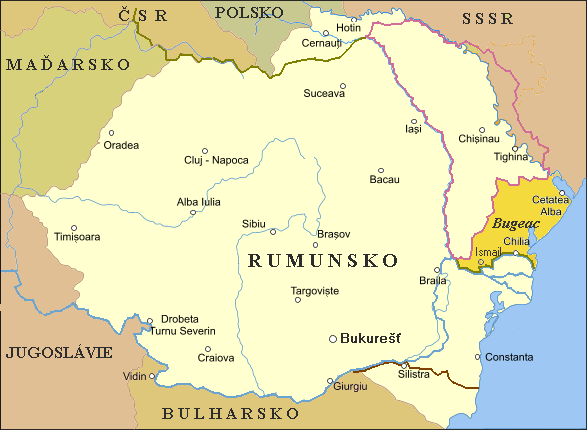
Boedzjak in Roemenië tussen 1920 en 1940

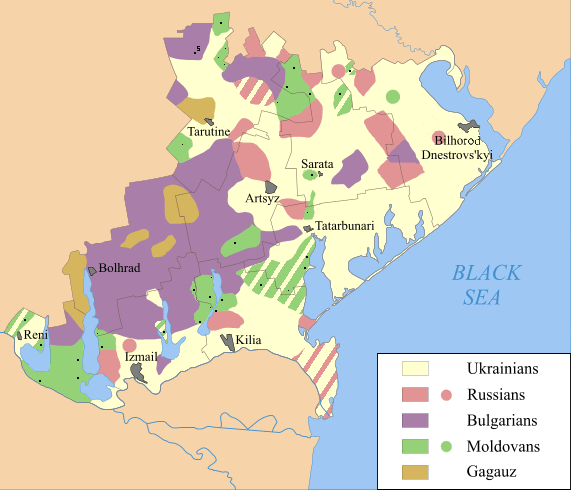
Etnische groepen in Boedzjak

De Boedzjak (van Turks: Bucak — «hoek», Oekraïens: Буджак, Roemeens: Bugeac) is een steppeachtige historische streek aan de Zwarte Zee, grotendeels behorend tot Oekraïne (Oblast Odessa) en voor een kleiner deel tot Moldavië. Landschappelijk is dit gebied tussen de mondingen van de Donau en de Dnjestr de noordelijke voortzetting van de Dobroedzja.

## Geschiedenis
De Boedzjak omvat het zuidelijke gedeelte van het voormalige Bessarabië, dat tot 1812 vooral door Turken en Nogai werd bevolkt en tot dat jaar tot het Ottomaanse Rijk behoorde. De naam van het gebied is dan ook Turks en betekent "hoek". De Tataren verschenen in de 17e eeuw vanuit de steppen aan de Kaspische Zee: deze Boedzjak-Tataren vormden een van de Nogai-horden, die onder bescherming stonden van het kanaat van de Krim.
De Boedzjak was onder Turks gezag in de 18e eeuw een van de toevluchtsoorden voor de Lipovanen; oudgelovigen die uit Rusland vluchtten.
Onder Russisch gezag werd de Boedzjak na 1812 sterk gerussificeerd, maar kreeg daarnaast ook een grote instroom van Duitse immigranten te verwerken. Zij zouden er tot de Tweede Wereldoorlog blijven wonen en hun dorpen zijn ook na het vertrek van de Duitsers nog herkenbaar. Nog wel aanwezig in de Boedzjak zijn de Gagaoezen, christenen die een Turkse taal spreken, die vanaf de 19e eeuw in dit gebied zijn komen wonen, evenals een tamelijk groot aantal Bulgaren. Beide groepen waren afkomstig uit het huidige Bulgarije, dat destijds tot het Ottomaanse Rijk behoorde. Hun centra zijn respectievelijk Comrat (in Moldavië) en Bolhrad (in Oekraïne). Het centrum van de Lipovanen is thans Vylkove, dat in de Donaudelta ligt.
Tussen 1856 (Vrede van Parijs) en 1878 behoorde het zuiden en het westen van de Boedjzak (met Izmajil, Comrat en Cahul) enige tijd tot het vorstendom Moldavië resp. Roemenië. Tussen 1878 en 1917 was geheel Bessarabië, dus inclusief de Boedzjak, weer Russisch, waarna het tot 1940 in zijn geheel tot Roemenië behoorde. De Sovjet-Unie veroverde Bessarabië in 1940 op grond van het Molotov-Ribbentroppact van 1939. De Boedzjak werd verdeeld over de Moldavische SSR en de Oekraïense SSR: de grens tussen beide is de huidige staatsgrens. Het Oekraïense deel van de Boedzjak vormde tot 1954 een afzonderlijk oblast Izmajil. Daarna werd het bij de oblast Odessa gevoegd.

## Bevolking
Volgens de volkstelling van 2001 van Oekraïne had Boedzjak een bevolking van 617.200 inwoners. 
Etnisch is de bevolking verdeeld over de volgende groepen:
- Oekraïners 248.000 (40%)
- Bulgaren 129.000 (21%)
- Russen 124.500 (20%)
- Moldaviërs 78.300 (13%)
- Gagaoezen 24.700 (4%)
- Overigen (1%)

De totale bevolking van het Oblast Odessa is 2.469.000.